# Albert Peyroutet
 (août 2025).
Si vous disposez d'ouvrages ou d'articles de référence ou si vous connaissez des sites web de qualité traitant du thème abordé ici, merci de compléter l'article en donnant les références utiles à sa vérifiabilité et en les liant à la section « Notes et références ».
Pour les articles homonymes, voir Peyroutet.

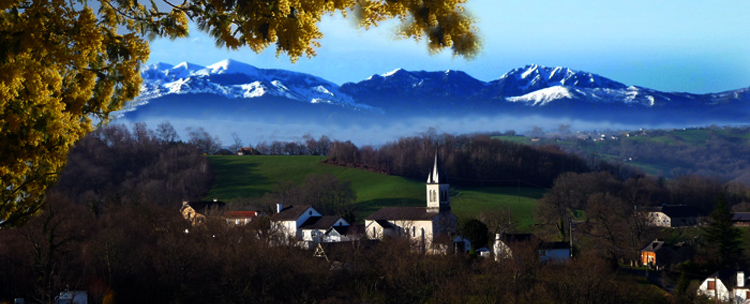
Aubertin

Jean Albert Peyroutet, né à Aubertin (Basses-Pyrénées) le 23 octobre 1931 et mort dans la même commune le 25 juin 2009, est un écrivain en occitan béarnais. Il était également agrégé d'anglais et professeur d'occitan.

## Biographie
Albert Peyroutet naît à Aubertin puis fait ses études à Bordeaux. après une licence et une maîtrise. Il part aux États-Unis d'Amérique en 1966 avec une bourse Fulbright puis enseigne le français jusqu'en 1969 à l'université du Dakota du Nord où il réalise un mémoire sur The Farm Novel as an Interpretation of North Dakota. De retour en Béarn il passe avec succès l'agrégation d'anglais puis enseigne l'occitan en lycée et à l'université de Pau. Comme écrivain il publie régulièrement avec Per Noste et la revue Reclams de l'Escòla Gaston Fèbus.

## Œuvres
- Que l'aperavan Colorado. Bordes : Escole Gastoû Febus, 1989.
- 30 poèmis. Pau : Reclams, 1993
- Miratge. Pau : Reclams, 1996.
- De la pèth de Cohèt. Pau : Reclams, 2000.
- Quand s'arrête le bal. Pau : J. Sampy, 2002
- Mirage. Serres-Morlaàs : Atelier in8, 2006.

#### Édition critique réalisée par l'auteur
- Camelat, Miquèu. Biarritz : Atlantica ; Pau : Institut occitan, 2000.